# Göyçay (distrikt)
Göyçay är ett distrikt i Azerbajdzjan. Det ligger i den centrala delen av landet, 180 km väster om huvudstaden Baku. Antalet invånare är 105 323. Arean är 736 kvadratkilometer.
Terrängen i Goychay Rayon är platt åt sydväst, men åt nordost är den kuperad.
Följande samhällen finns i Göyçay:
- Geoktschai
- Potu
- Chereke
- Qarabaqqal
- Shakhadat
- Çayarxı
- Kyurdamish
- Qaraməryəm
- Gadzhalykend
- Kürdşaban
- Şahsoltanlı
- Chardzha
- Yalman
- Qaraman
- Alxasava
- Mirza-Useynly
- Shykhbey